# ميخائيل روث
ميخائيل روث (بالألمانية: Michael Roth)‏ (15 فبراير 1962 في ألمانيا - ) هو لاعب كرة يد ألماني في مركز ظهير ‏. شارك في الألعاب الأولمبية الصيفية 1984. ولعب مع TUSEM Essen ‏.

## وصلات خارجية
- ميخائيل روث على موقع اللجنة الأولمبية الدولية (الإنجليزية)
- ميخائيل روث على موقع أوليمبيديا (الإنجليزية)